# B-Side Ourselves
B-Side Ourselves är en EP av det amerikanska heavy metal-bandet Skid Row, släppt 1992. Samtliga låtar är covers på band som inspirerat Skid Row.

## Låtlista
1. Psycho Therapy (cover av Ramones) - 2:30
2. C'Mon and Love Me (cover av Kiss) - 3:23
3. Delivering the Goods (live, cover av Judas Priest) - 4:55
4. What You're Doing (cover av Rush) - 4:26
5. Little Wing (cover av Jimi Hendrix) - 3:19

## Banduppsättning
- Sebastian Bach - sång
- Scotti Hill - gitarr
- Dave Sabo - gitarr
- Rachel Bolan - bas
- Rob Affuso - trummor